# 名臣碑傳琬琰集
《名臣碑传琬琰集》，凡一〇七卷，宋代杜大珪編。
宋大珪之仕履不詳，僅知約宋光宗时人，自署進士，他搜集两宋共二百二十一位名臣傳記，凡二百五十四篇碑传文，“集神道、誌铭、家传之著者为一编”，編成《名臣碑传琬琰集》三集。上集有二十七卷，中集有五十五卷，下集有二十五卷。上起自建隆，止於绍兴年間。大珪又续编《皇朝名臣续碑传琬琰录》八卷，收四十三人傳記。
琬琰之名得自《書經·顧命》：“赤刀、大訓、弘璧、琬琰在西序。”唐玄宗《孝經序》云：“寫之琬琰，庶有補於將來。”本書收錄墓志銘凡八十九篇，神道碑五十篇，其中取自曾巩《隆平集》四十三篇文。由於宋代實錄大半散佚，此書可補《宋史》之不足。本書初刊於宋朝，元、明兩朝有重刊，但傳本甚少。